# Базуж на Лоари
Базуж на Лоари (фр. Bazouges-sur-le-Loir) је насељено место у Француској у региону Лоара, у департману Сарт.
По подацима из 2011. године у општини је живело 1218 становника, а густина насељености је износила 40,74 становника/km².

## Демографија
| 1962. | 1968. | 1975. | 1982. | 1990. | 2011. |
| ----- | ----- | ----- | ----- | ----- | ----- |
| 1.128 | 1.103 | 1.244 | 1.186 | 1.088 | 1.218 |